# پدر

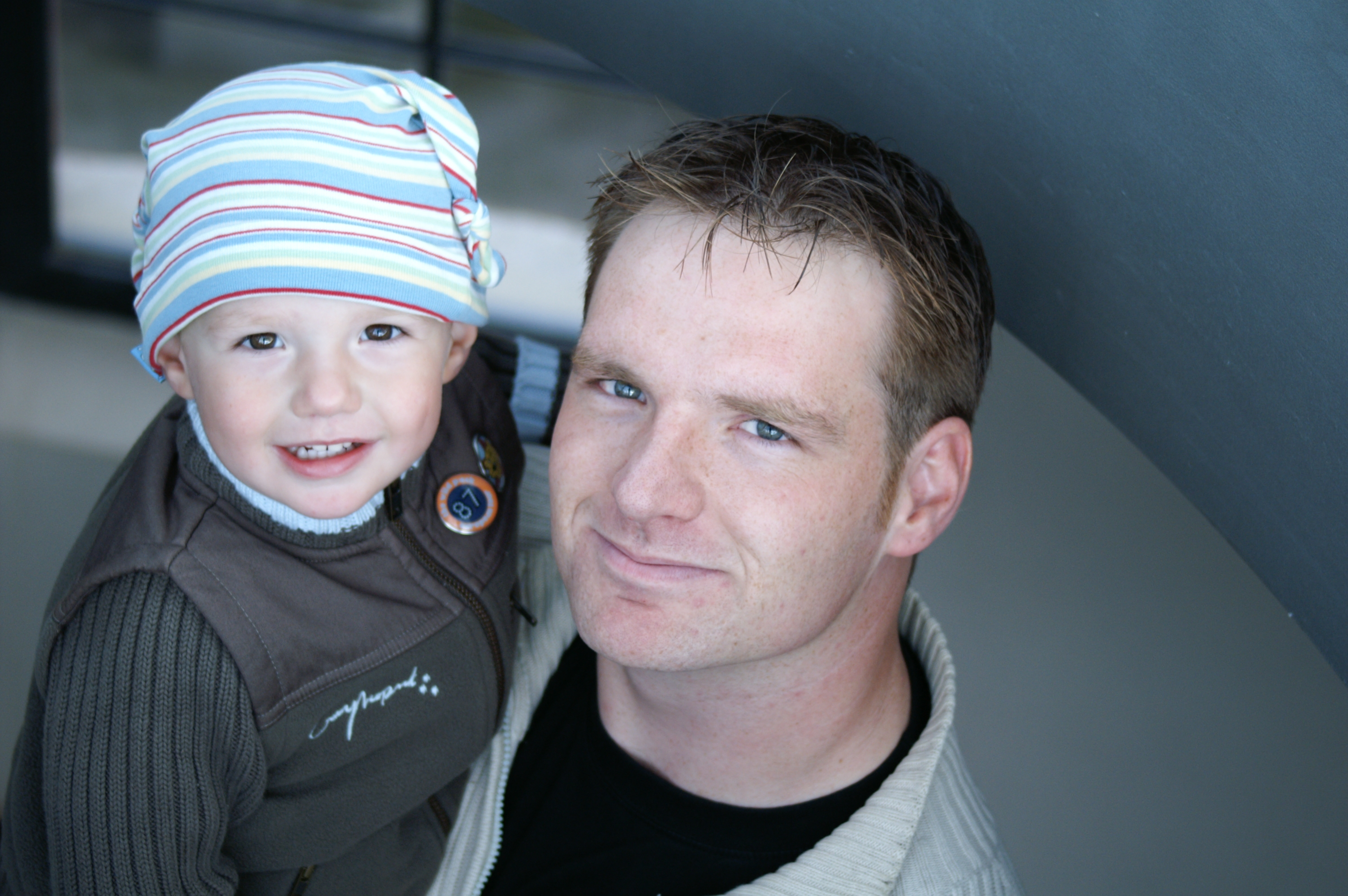
پدر و پسر

پِدَر، بابا، پاپا یا گاهی دادا یکی از نسبت‌های خانوادگی است و به والد طبیعی یا اجتماعی مذکر گفته می‌شود و از دید زیست‌شناختی، اجتماعی، فرهنگی، و مذهبی می‌تواند تعریف‌های گوناگونی داشته باشد.
از دید زیست‌شناختی، در پستاندارانی مانند انسان، پدر اسپرمی را تولید می‌کند که با تخمک ترکیب شده و پس از لقاح، رویان (جنین) شکل می‌گیرد.
از دید اجتماعی پدر به مردی که نقش اجتماعی پدری و محبت پدری را انجام دهد نیز گفته می‌شود. امروزه پژوهش‌های بسیاری دربارهٔ اهمیت نقش پدری در رشد روانی و اجتماعی فرزندان انجام شده ‌است.